# 艾伯特·高斯奈
艾伯特·高斯奈（英語：Albert Gosnell，1880年2月10日—1972年1月6日）是諾域治的前領隊。
他是諾域治的第六任領隊，領導球隊進行在1921年至1926年之間的223場比賽，得到59勝95負79和的成績。。